# Кнобел, Георг
Георг Кнобел (нидерл. George Knobel; 10 декабря 1922, Розендал, Северный Брабант — 5 мая 2012, Розендал, Северный Брабант) — нидерландский тренер.
Кнобел родился и умер в Розендале. Он был тренером сборной Нидерландов в течение 15 матчей (9 побед, 1 ничья, 5 поражений) с 1974 по 1976. В этот период Георг помог занять 3 место на Чемпионате Европы 1976. Он также тренировал нидерландский клубы «Аякс» и МВВ, в том числе выполнял роль исполняющего обязанности главного тренера в МВВ с марта по апрель 1982 года. Также был тренером сборной Гонконга и клуба из Гонконга — «Сейко».